# Le Machoiran Blanc
Le Machoiran Blanc est un îlet de Guyane, un des îlets de Rémire, appartenant administrativement à Rémire-Montjoly.
Il tient son nom d'un poisson (machoiranus).